# Кованлук (Ниш)
Кованлук је градско насеље Ниша које територијално и административно припада градској општини Палилула. Налази се на мало више од 1 км од центра града.

## Географија
Кованлук се налази на брдском простору Горице, а на јужној страни нишке котлине. Ово место је уједно и јужна периферија града Ниша. Кованлук се са своје источне стране граничи са насељем Тутуновић подрум, са северне Стара железничка колонија и западно се налази Апеловац.

## Историја
Кованлук је добио име по турској речи (тур. kovan), што значи кошница. Па је тако од корена ове речи настало и име (тур. kovanlik) што значи пчелињак. У прошлости је насеље било пчеларски крај.

## Саобраћај
Најближа градска аутобуска линија која пролази код Кованлука је линија број 9, МОКРАЊЧЕВА - БРАНКО БЈЕГОВИЋ.